# Elecciones estatales de Veracruz de 1980
Las Elecciones estatales de Veracruz de 1980 se llevaron a cabo el domingo 7 de septiembre de 1980, y en ellas se renovaron los siguientes cargos de elección popular en Veracruz:
- Gobernador de Veracruz. Titular del Poder Ejecutivo del estado, electo para un periodo de seis años no reelegibles en ningún caso, el candidato electo fue Agustín Acosta Lagunes.
- Diputados al Congreso del Estado. Electos por mayoría relativa en cada uno de los Distrito Electorales.

## Resultados electorales

### Gobernador
|  | 95.20 % |

|  | 1.22 % |

|  | 1.21 % |

|  | 0.90 % |

|  | 0.58 % |

|  | 0.40 % |

|  | 100.00 % |